# 瓊斯縣 (喬治亞州)
瓊斯縣（英語：Jones County）是美國喬治亞州中部的一個縣。面積1,024平方公里。根據美國2000年人口普查，共有人口23,639人。縣治格雷（Gray）。
成立於1807年12月10日。縣名紀念聯邦眾議員詹姆斯·瓊斯。